# Józef Urbański
Józef Urbański herbu Nieczuja – podstoli bracławski, członek konfederacji targowickiej w 1792 roku.
Był elektorem Stanisława Augusta Poniatowskiego z województwa wołyńskiego.